# Mussaenda leucova
Mussaenda leucova är en måreväxtart som beskrevs av Alexander Gilli. Mussaenda leucova ingår i släktet Mussaenda och familjen måreväxter. Inga underarter finns listade i Catalogue of Life.